# Fritz Leitenberger
Fritz Leitenberger (* 20. srpna 1857 Terezín – 23. prosince 1910 Litoměřice) byl významný obchodník s minerály v Litoměřicích. Provozoval také obchod s lahůdkami a vinárnu, tuto činnost ovšem později opustil a věnoval se už pouze obchodování s minerály.

## Obchodní a sběratelská činnost
V jeho vinárně (dnešní Mírové náměstí 43/21) se okolo přelomu 19. a 20. století konaly schůze litoměřického Klubu sběratelů minerálů (členem byl mj. Felix Cornu, později slavný petrograf a mineralog ve Vídni, či sběratel Julius Frieser) a pořádaly se zde i burzy minerálů, které navštěvovali nejen soukromí sběratelé, ale i profesionální geologové a mineralogové. Objevil významné naleziště zeolitů (zejména natrolitu, apofylitu a zeofylitu) na úpatí vrchu Kočičí hlava u Velkého Března. Zeofylit byl odtud pražským petrografem a mineralogem Antonem Pelikanem popsán jako úplně nový druh minerálu. V roce 1901 provedl Leitenberger poslední odstřel na čedičové skále Kočka (též Sovice) u Litoměřic, aby odtud získal vzorky minerálů, zejména phillipsitu, pro svůj obchod. Do té doby byl kámen na vrchu Kočka příležitostně těžen na výrobu štěrku. Získával a prodával například také minerály ze známého naleziště v čedičovém lomu u Radejčína, naleziště nejbohatších ukázek zeofylitu na světě, dále z naleziště na Břidličném vrchu u Dolních Zálezel (především natrolit, ale i analcim a phillipsit) či krásné drúzy krystalů chabazitu z Řepčic. Dodával vzorky nejen soukromým sběratelům, ale i institucím, tj. do sbírek vysokých škol a muzeí. V nabídce měl minerály především české, z Českého středohoří (kromě výše uvedených například aragonity z Hořence, natrolity a apofylity z Mariánské hory v Ústí nad Labem, baryty z Duchcova), Cínovce, Jáchymova, Horního Slavkova či Příbrami, ale i zahraniční, například apatity z německého naleziště Ehrenfriedersdorf (a mnoha dalších saských nalezišť), fluority a baryty z Anglie, pyrity z Elby, aragonity z rakouského Erzbergu, zlato z rumunských ložisek aj. Byl ve spojení se zahraničními velkoobchodníky s minerály. Patřil mezi největší znalce mineralogických poměrů Českého středohoří.